# Jean-Joseph Mounier

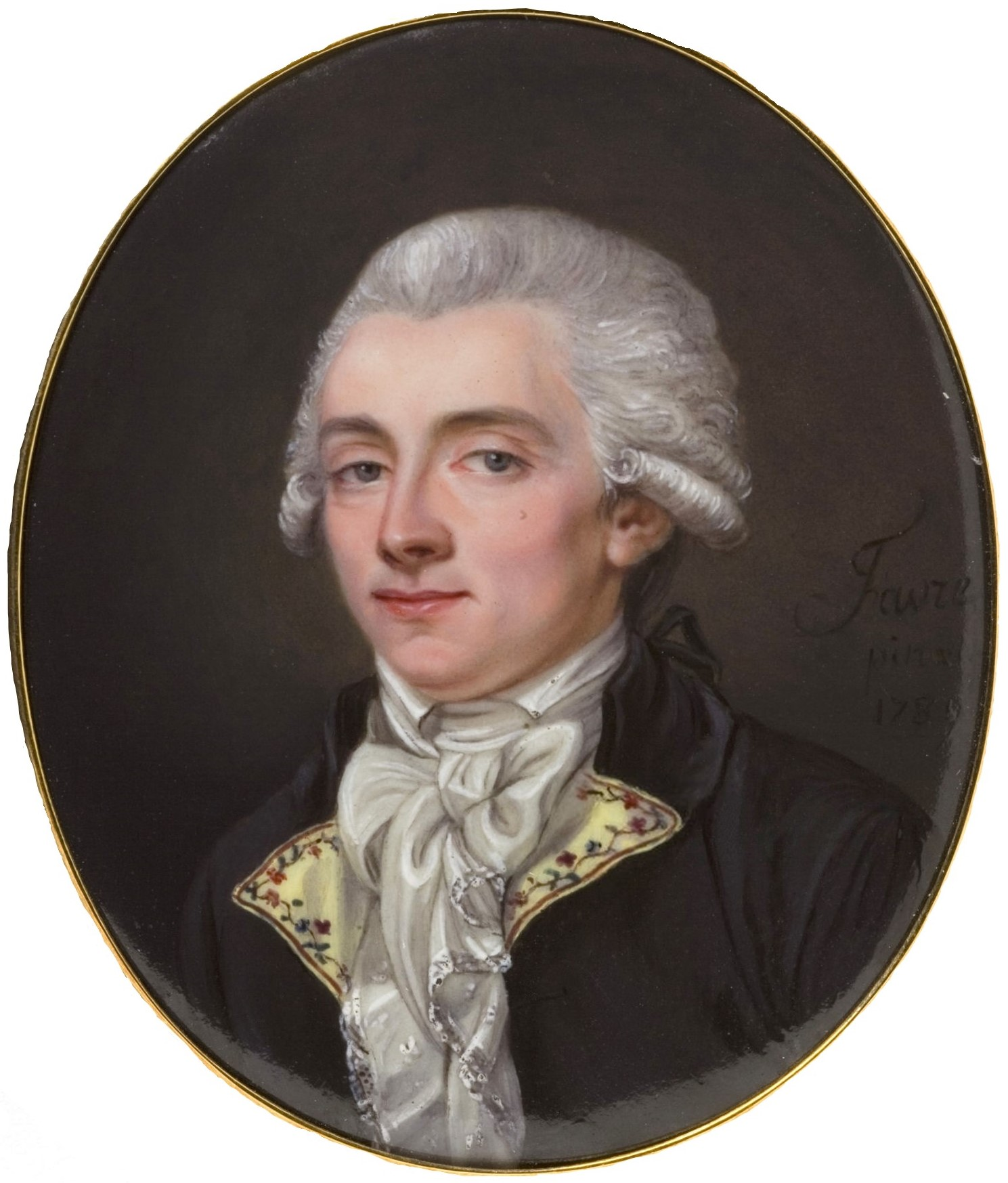
Jean-Joseph Mounier.

Jean-Joseph Mounier, född den 12 november 1758 i Grenoble, död den 26 januari 1806 i Paris, var en fransk politiker, far till Claude-Philibert-Édouard Mounier.
Mounier blev 1779 advokat och 1783 domare i Grenoble samt föreslog den ryktbara 20 juni 1789 som medlem av tredje ståndet bland états généraux, att församlingen inte skulle åtskiljas, innan den givit Frankrike en konstitutionell författning ("eden i bollhuset"). Mounier fick därpå en plats i författningskommittén. Då församlingen förkastade tvåkammarsystemet och kungens absoluta veto, slöt han sig till monarkisterna, och då det bestämdes, att nationalförsamlingen skulle förläggas till Paris, nedlade han i oktober 1789 sitt mandat och for året därpå utomlands. Han upprättade 1795 en mycket besökt uppfostringsanstalt i Weimar, men återvände 1801 till Frankrike, där han blev prefekt och, 1805, conseiller d’état. Bland hans skrifter märks främst hans berömda, i Schweiz utgivna Recherches sur les causes qui ont empêché les Français de devenir libres (1792).